# Barlahin
Barlahin (arab. برلهين) – miejscowość w Syrii, w muhafazie Aleppo. W 2004 roku liczyła 2367 mieszkańców.